# کوبلیک
کوبِلیک (Kubelík) یک نام خانوادگی چِکی‌ست و ممکن است به یکی از موارد زیر اشاره داشته باشد:
- یان کوبلیک (۱۸۸۰–۱۹۴۰)، نوازندهٔ چیره‌دست ویولن، آهنگ‌ساز اهل جمهوری چک، پدر یان کوبلیک
- رافائل کوبلیک (۱۹۱۴–۱۹۹۶)، آهنگ‌ساز و رهبر ارکستر اهل جمهوری چک، پسر رافائل کوبلیک